# Aguiar da Beira (freguesia)
Aguiar da Beira is een plaats (freguesia) in de Portugese gemeente Aguiar da Beira en telt 1 478 inwoners (2001).